# Мэчин-Ула
Мэчи́н-Ула (уст. передача Мэчин-ола; кит. 莫钦乌拉山) — горный хребет на крайней восточной части Тянь-Шаня. Находится в Синьцзян-Уйгурском автономном районе Китая на границе с Монголией. Координаты: 43°40′ с. ш. 93°50′ в. д.
Мэчин-Ула наряду с хребтами Карлыктаг и Баркёльтаг является крайней восточной точкой Тянь-Шаня.
Его южные склоны коротки и пологи, северные высоки и скалисты. Общее его направление на северо-запад, где хребет распадается на мелкосопочник и пропадает в пустыне; на противоположном же конце он приобретает более массивные формы и мало-помалу расширяется в обширное вздутие, сырт, с озером Торкёль посередине, при помощи коего и сливается довольно неприметно с Тянь-Шанем (с Карлыктагом). Мэчин-Ула ниже последнего.
Мэчин-Ула сложен из кристаллических пород и конгломератов, образующих его северные предгорья. На всём протяжении безлесен, но его пастбища пользуются известностью. Северо-западный его конец пустынен и местами вовсе лишён какой бы то ни было растительности.
На высших точках снег держится до конца мая. Он даёт начало только ручьям.
Из крупных животных, его населяющих, можно назвать аркара (лат. Ovis Poli), джиггетая (лат. Asinus hemionus), сайгу (лат. Colus saiga), волка и лисицу.
Наиболее высоким пиком хребта Мэчин-Ула является Ном (Наомаоху) c высотой 3963 метра.
Хребет Мэчин-Ула ограничивает с севера Баркёльскую долину с горько-солёным озером Баркёль.